# Bernstadt auf dem Eigen
Bernstadt auf dem Eigen (hornolužickosrbsky Bjernadźicy) je město v Horní Lužici v německé spolkové zemi Sasko. Nachází se v zemském okrese Zhořelec, přibližně uprostřed trojúhelníku měst Žitava-Löbau-Görlitz, západně od města Ostritz a hranice s Polskem. Má přibližně 3 200 obyvatel.

## Partnerská města
- Bernstadt, Bádensko-Württembersko, Německo, 1991
- Bierutów, Polsko, 1997
- Zawidów,  Polsko